# Alexis Lugeol
Ne doit pas être confondu avec son frère l'amiral Jean Lugeol.
Alexis Lugeol, né à Bordeaux le 8 septembre 1800 et mort à Paris le 1er janvier 1867, est un amiral français.

## Biographie
Il est le frère de Jean Lugeol. Il épouse Cécile Marie Cottin, fille d'Alexandre Pierre Cottin commissaire du Roi et maire d'Alger et de Cécile Orée d'Aideville, et sœur du capitaine de frégate Louis Émile Alexandre Cottin. Il est le père du lieutenant de vaisseau Henri Gustave Alphonse Lugeol.
Il entre à l'École de marine de Toulon en 1813, sur le Duquesne, la même année que son frère.
Lieutenant de vaisseau en 1828, il participe à l'expédition d'Alger en 1830. Il devient l'un des spécialistes de la propulsion à vapeur des navires.
Promu capitaine de frégate en 1840, il participe à la Campagne du Maroc en 1844 sous le prince de Joinville.
Capitaine de vaisseau en 1846, il est nommé directeur du service des navires à vapeur en 1849 et prend part aux combats de Rome en tant que commandant du Magellan. Il participe à la guerre de Crimée en 1852.
Major général du port de Rochefort, en 1859, il est promu contre-amiral en 1860.